# Gustavo Sterponi
Gustavo Abel Sterponi (Mar del Plata, 9 de abril de 1959 - ib., 10 de febrero de 1984) fue un futbolista argentino, popular en las décadas del '70 y del '80.

## Carrera
Sterponi fue un gran y reconocido jugador que desde muy joven dedicó su pasión por la pelota. Fue una estrella de equipo local, debutó en el Club Atlético San José.
En 1977 formó parte del equipo del Club Atlético Alvarado que lo haría un destacado futbolista, con la que gana el torneo nacional organizada por la liga Marplatense de fútbol. El equipo adquirió el derecho de participar del Campeonato Nacional de 1978.
Formó parte del equipo marplatense Círculo Deportivo de Comandante Nicanor Otamendi, ocupaba la camiseta número 6. Era capitán del equipo y jugaba bajo la dirección de José Enrique Diez. 

## Fallecimiento
Gustavo Sterponi murió fulminado por un rayo el 10 de febrero de 1984, curiosamente cuando Mar del Plata cumplía 110 años, mientras entrenaba con su equipo en el Parque Camet. El hecho ocurrió cuando terminaba una práctica. Tenía 24 años
Resultaron heridos Héctor Varzilio y Gustavo Sosa; los otros jugadores se salvaron "por milagro". En dicho accidente también falleció una mujer electrocutada.
El 11 de febrero su madre Sara Benítez, familiares, dirigentes y una gran cantidad de gente y fanáticos acompañaron los restos del jugador hasta el cortejo fúnebre caminando unas veinte cuadras desde el corazón de Mar del Plata hasta el cementerio.